# 維查·拉達納巴迪謀殺案
維查·拉達納巴迪（泰語: วิชา รัตนภักดี, RTGS: Wicha Rattanaphakdi，英語︰Vicha Ratanapakdee，1936年 - 2021年1月28日）是一名84歲的泰裔美國人，他在加利福尼亞州舊金山被襲擊推倒在地後死亡。

## 襲擊
1月28日早上，84歲的泰裔老翁維查·拉達納巴迪在舊金山的Anza Vista街區散步時，遭到19歲的非裔男子安托萬·沃森的暴力襲擊。當時嫌犯開車經過，隨後下車衝向翁維查把他猛烈地推倒在地。翁維查頭部撞向人行道受重傷，嫌犯駕車逃逸，老翁送達醫院後兩天死亡。襲擊經過全程都被街對面的閉路電視拍下。

## 嫌疑人
襲擊發生的兩天後，來自加利福尼亞州戴利市的19歲非裔美國人安托萬·沃森被捕，被控以致命武器襲擊他人、虐待老人和謀殺罪。沃森否認控罪。另一名20歲女子Malaysia Goo因涉嫌協助隱瞞案情也被捕。

## 反應
維查的家人表示相信襲擊事件是出於種族主義動機，是在針對亞裔美國人的仇恨持續升溫下的其中一件悲劇。一些評論員提指出這個案例及其他幾個相似的事件，顯示了非洲裔美國人和亞裔美國人之間的緊張關係。泰國外交部向在事後所有居住在美國的泰國僑民發出警告，警惕出於種族動機的仇恨犯罪。
舊金山地區檢察官博徹思指這一罪行令人髮指，但他認為這次襲擊並非出於種族動機，並稱被告只是在「發脾氣」。維查的家人對其言論表示憤慨，這些評論令人沮喪且貶低了犯罪的嚴重性。博徹思後來回應指，他說的「發脾氣」是犯罪者在襲擊老翁前的行為。據維查的家人透露，博徹思曾計劃參加維查的守夜活動，但在維查的家人告訴他，他們並不會與他合照或錄像後，他並沒有出席守夜。

## 另見
- 李伊謀殺案

- 穆罕默德·安瓦爾謀殺案

- 2021年停止亞裔仇恨集會
- 美國少數族裔間的種族歧視